# Takeo
Takeo (武雄市?) è una città giapponese della prefettura di Saga.